# Beserkley Records
Beserkley Records bylo nezávislé americké hudební vydavatelství se sídlem v Berkeley v Kalifornii. Vydavatelství založil v roce 1970 Matthew King Kaufman. Mezi umělce, jejichž alba u tohoto vydavatelství vycházela, patří například Earth Quake, The Modern Lovers, The Rubinoos nebo Greg Kihn. V roce 1984 vydavatelství zaniklo.